# Thomas Sasse
Thomas Sasse (đến từ Berlin, Đức) là người đoạt danh hiệu Manhunt International 1993 khi anh 26 tuổi. Anh là sinh viên theo học ngành kinh tế tại Đại học Berlin. Sasse có chiều cao 1,90 m.
Thomas Sasse là người đầu tiên đoạt danh hiệu Manhunt International, một cuộc thi sắc đẹp dành cho nam giới được tổ chức lần đầu tại Gold Coast, Australia. Sau khi đăng quang, anh đến Đông Nam Á, châu Âu, Mỹ và Australia để theo đuổi sự nghiệp người mẫu, đồng thời cũng xuất hiện trên bìa các tạp chí. Người kế nhiệm của anh là Nikos Papadakis, Manhunt International 1994 đến từ Hy Lạp.